# Piłka nożna na Ukrainie

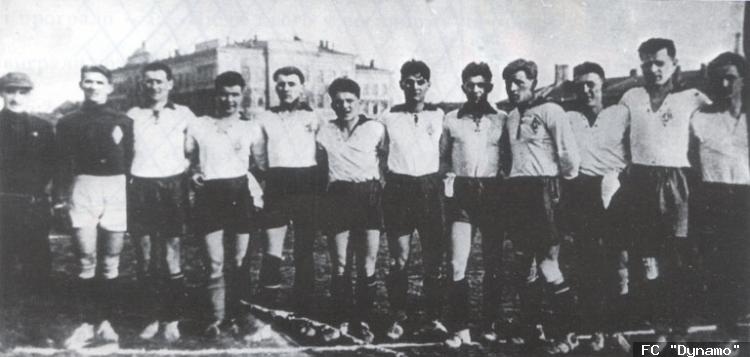
Dynamo Kijów w 1929

Piłka nożna (ukr. Футбол fʊdˈboɫ) jest najbardziej popularnym sportem na Ukrainie. Jej głównym organizatorem na terenie Ukrainy pozostaje Ukraiński Związek Piłki Nożnej (UAF), założony w 1991 roku.
Narodowa reprezentacja Ukrainy zakwalifikowała się do finałów Mistrzostw Świata w Niemczech w 2006, gdzie osiągnęła 1/4 finału oraz do finałów Mistrzostw Europy w 2021, gdzie również dotarła do 1/4 finału. Młodzieżowa reprezentacja Ukrainy U21 zdobyła srebrne medale w młodzieżowych Mistrzostwach Europy w Portugalii w 2006. Reprezentacja U-20 została mistrzem świata U-20 w Polsce w 2019, juniorska reprezentacja U-19 zdobyła mistrzostwo Europy U-19 na Ukrainie w 2009.
Ukraińskie kluby zdobyły jeden raz Puchar UEFA, a wcześniej, w składzie ZSRR, dwukrotnie Puchar Zdobywców Pucharów oraz jeden Superpuchar Europy.
W ukraińskiej Premier-lidze grają dwa najbardziej znane kluby świata, takie jak Dynamo Kijów i Szachtar Donieck. Największym sukcesem jest dotarcie Dynama Kijów do półfinału Ligi Mistrzów w sezonie 1998/99. Oprócz tego, jeszcze w radzieckie czasy klub zdobył Puchar Zdobywców Pucharów w sezonach 1974/75 i 1985/86 oraz Superpuchar Europy w 1975. W sezonach 1976/77, 1986/87 Dynamo Kijów dotarł do półfinałów Pucharu Mistrzów Europy. Najbardziej znanymi ukraińskimi piłkarzami są: Ołeh Błochin, Ihor Biełanow oraz Andrij Szewczenko, którzy zostali wybrani najlepszymi piłkarzami Europy (Złota Piłka France Football) w latach 1975, 1986, 2004 odpowiednio. Inny znany napastnik Ołeh Protasow otrzymał Srebrnego Buta za drugi wynik snajperski w Europie w 1985. Legenda ukraińskiej piłki „Wielki Mistrz” Walery Łobanowski, który doprowadził do wielkich zwycięstw Dynama Kijów oraz reprezentację byłego ZSRR a później narodową reprezentację Ukrainy jest piłkarskim bohaterem Ukrainy. Również zostali nominowani do najbardziej prestiżowej nagrody indywidualnej w piłce nożnej Złota Piłka: Jurij Wojnow (1959), Anatolij Byszowiec (1967), Wołodymyr Muntian (1969), Jewhen Rudakow (1971, 1972), Ołeh Błochin (1974, 1975, 1976, 1981), Łeonid Buriak (1975), Ołeh Protasow (1985), Anatolij Demjanenko (1985, 1988), Ihor Biełanow (1986), Ołeksandr Zawarow (1986, 1987, 1988, 1989), Pawło Jakowenko (1986), Ołeksij Mychajłyczenko (1988, 1989, 1991), Ołeh Kuzniecow (1988, 1989), Andrij Szewczenko (1998, 1999, 2000, 2001, 2003, 2004, 2005, 2006), Ołeksandr Szowkowski (1999), Artem Dowbyk (2024).

## Historia

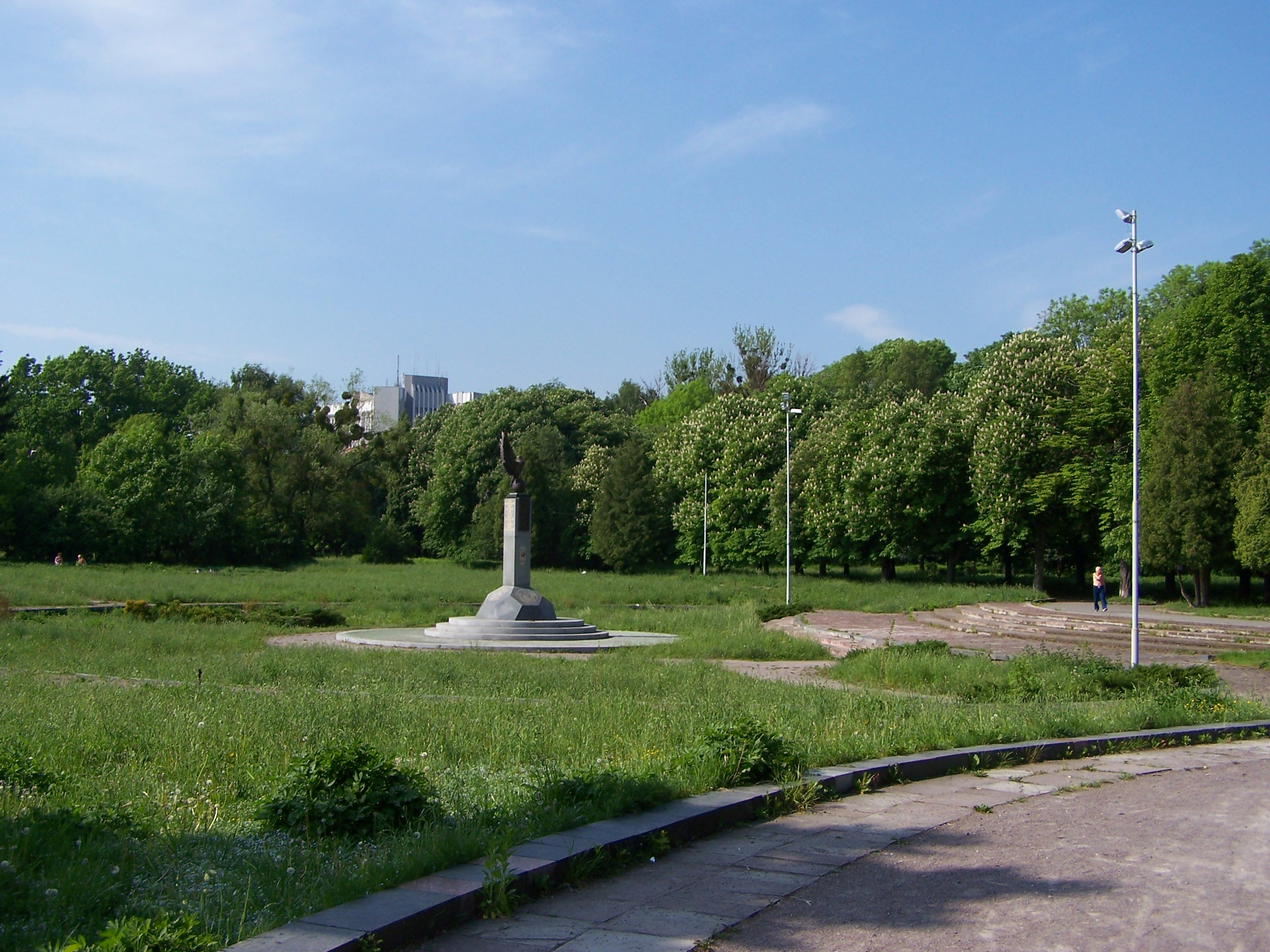
Monument na miejscu pierwszego meczu piłki nożnej na Ukrainie (Lwów, Park Stryjski).

Historię ukraińskiego futbolu przyjmuje się od rozegrania 6-minutowego meczu, który odbył się we Lwowie 14 lipca 1894 podczas II Zlotu Polskiego Towarzystwa Gimnastycznego „Sokół”, pomiędzy reprezentacjami Krakowa i Lwowa (zob. Włodzimierz Chomicki). Mimo że mecz ten jest w historiografii polskiej uważany za początek oficjalnej piłki nożnej w Polsce.
Piłka nożna dotarła do Odessy z Anglii pod koniec XIX wieku. Pierwszymi piłkarzami byli angielscy marynarze w porcie w Odessie, którzy stworzyli pierwsze drużyny. W 1878 roku powstał OBAK (ang. Odessa British Athletic Club). Pierwsze boisko piłkarskie zbudowano w Odessie w 1884 roku, a grę w piłkę nożną spopularyzowali obcokrajowcy wśród miejscowej ludności. W 1892 roku powstał w Odessie niemiecki klub sportowy Turnverein z sekcją piłkarską. W 1899 roku w Odessie założono drużynę piłkarską wyłącznie z miejscowych, a we wrześniu 1890 roku odbył się pierwszy mecz w Berdiańsku, do którego przywiozła grę rodzina właściciela zakładu Johna Greavesa.
Dopiero w maju 1904 roku z inicjatywy ukraińskich uczniów Pierwszego Gimnazjum Akademicznego we Lwowie zorganizowano klub o nazwie "Ukraińskie Sportowe Koło" (ukr. UCK), na bazie którego w 1911 roku zostało założone Sportowe Towarzystwo "Ukraina" (ukr. СТ «Україна» Львів).
Po rewolucji październikowej 1917 w Rosji, I wojnie światowej, wojnie polsko-ukraińskiej i wojnie polsko-bolszewickiej Galicja Wschodnia i zachodni Wołyń znalazły się w II Rzeczypospolitej, Ruś Zakarpacka weszła w skład Czechosłowacji, Besarabia i Bukowina – Rumunii. Większość terytorium dzisiejszej Ukrainy po trwającej w latach 1917–1921 wojnie znalazła się pod władzą sowiecką jako Ukraińska Socjalistyczna Republika Radziecka (utworzona 30 listopada 1918), od 30 grudnia 1922 w składzie ZSRR.
Pierwszym ukraińskim klubem na terenie Ukraińskiej SRR został założony w 1918 BRIT (Brianski Robotniczy Industrialny Technikum), który pojawił się w fabryce Pietrowskiego w Jekaterynosławiu. Od 1921 do 1935 z przerwami systemem pucharowym rozgrywane są Mistrzostwa Ukraińskiej SRR wśród reprezentacji miast. Wtedy najsilniejszym zespołem była drużyna Charkowa, która 8 razy zdobyła mistrzostwo. Wiosną 1936 systemem pucharowym pierwszy raz rozgrywane mistrzostwa wśród klubów. Pierwszym klubowym mistrzem Ukraińskiej SRR został Dynamo Kijów, który następnie uczestniczył tylko w rozgrywkach Mistrzostw ZSRR.
Następnie w latach 1936-1959 Mistrzostwa Ukraińskiej SRR rozgrywane wśród drużyn towarzystw sportowych pomiędzy ukraińskimi zespołami, które nie uczestniczyły w rozgrywkach Mistrzostw ZSRR.
Od 1960 Mistrzem Ukraińskiej SRR uznawano drużynę, która zwyciężyła w Klasie B, strefie ukraińskiej, a od 1963 w Klasie B, strefie ukraińskiej Mistrzostw ZSRR. W 1970 ukraińskie zespoły walczyli o mistrzostwo w Drugiej Grupie A, strefie 1.
W latach 1971–1991 również Mistrzem Ukraińskiej SRR zostawał klub, który zwyciężał w Drugiej Ligie, strefie ukraińskiej Mistrzostw ZSRR. W 1990 i 1991 ukraińskie zespoły występowały w dwóch grupach, dlatego było dwóch mistrzów.
24 sierpnia 1991 – po puczu Janajewa Ukraina ogłosiła niepodległość, która została formalnie uznana dopiero 16 grudnia 1991 roku.
Ukraina jako niepodległe państwo pierwsza z poradzieckich krajów została członkiem FIFA i UEFA w 1992. Dopiero od 1992 prowadzi niezależne rozgrywki. Do 1996 roku rozgrywki ligowe organizowała Federacja Piłki Nożnej Ukrainy (FFU) a później Profesjonalna Piłkarska Liga (PFL). 15 kwietnia 2008 utworzono zawodową ligę piłkarską na Ukrainie (UFPL - Ukraińska Piłkarska Premier-liha), która przejęła organizację rozgrywek w najwyższej klasie ukraińskiej. Rozgrywki zawodowej Premier-liha zainaugurowano w sezonie 2008/09.

## Format rozgrywek ligowych
W obowiązującym systemie ligowym trzy najwyższe klasy rozgrywkowe są ogólnokrajowe (Premier-liha, Persza liha, Druha liha). Dopiero na czwartym poziomie pojawiają się grupy regionalne (mistrzostwa obwodów).

## Puchary
Rozgrywki pucharowe rozgrywane w Ukrainy to:
- Puchar Ukrainy (Кубок України),
- Puchar Ligi Ukraińskiej (Кубок Ліги),
- Superpuchar Ukrainy (Суперкубок України) – mecz między mistrzem kraju i zdobywcą Pucharu.

## Ukraińcy – mistrzowie innych krajów
- mistrzowie Anglii:
  - Ołeh Łużny (2002), Ołeksandr Zinczenko (2018, 2019, 2021)
- mistrzowie Austrii:
  - Ołeh Susłow (1997)
- mistrzowie Azerbejdżanu:
  - Wiktor Kulikow (2000, 2001, 2002), Stanisław Łoban (2006), Andrij Sydelnykow (1999)
- mistrzowie Belgii:
  - Ołeh Jaszczuk (2000, 2001, 2004, 2006), Rusłan Malinowski (2019), Eduard Sobol (2020, 2021)
- mistrzowie Białorusi:
  - Ołeksij Chobłenko (2019), Ihor Czumaczenko (1998, 2002), Andrij Jakowlew (2014), Serhij Kuznecow (2003), Ołeksij Chobłenko (2019), Artem Miłewski (2019), Wasyl Pryjma (2020), Ołeksandr Szutow (2000), Wałerij Wysokos (2000)
- mistrzowie Bułgarii:
  - Eduard Cychmejstruk (2001), Ihor Kysłow (1991), Ołeh Morhun (1994, 1995), Ihor Płastun (2017, 2018)
- mistrzowie Czech:
  - Wiktor Dwirnyk (1993, 1994), Taras Kaczaraba (2021), Rusłan Lubarski (1997)
- mistrzowie Estonii:
  - Jurij Fenin (2000)
- mistrzowie Gruzji:
  - Ołeksandr Hubrijenko (2006), Jewhen Łaszuk (2006), Andrij Poroszyn (2002)
- mistrzowie Hiszpanii:
  - Dmytro Czyhrynski (2010)
- mistrzowie Izraela:
  - Wołodymyr Bezsonow (1991), Wiktor Biełkin (1995), Wiktor Czanow (1992), Ołeksandr Hajduk (1996), Iwan Hecko (1994), Serhij Kandaurow (1994), Wiktor Moroz (1996), Denys Onyszczenko (2000), Roman Pec (1994), Ołeksandr Połukarow (1992), Andrij Pylawski (2011), Serhij Tretjak (1993, 1997, 1998)
- mistrzowie Kazachstanu:
  - Andrij Annenkow (2002), Petro Badło (2007, 2008, 2009, 2013), Ołeksandr Bessarab (2005), Serhij Ditkowski (2005), Witalij Kicak (2005), Rusłan Łewyha (2010), Ołeksandr Mytrofanow (2005, 2007, 2008, 2009), Roman Nesterenko (2005), Ołeksij Osipow (2005), Borys Polakow (2005), Andrij Sokołenko (2005), Ołeksandr Stachiw (2005)
- mistrzowie Korei Południowej:
  - Witalij Parachnewicz (1998, 1999)
- mistrzowie Litwy:
  - Jurij Hrycyna (2000), Ołeh Mozhowy (2004), Ołeksij Prochorenkow (1999, 2000)
- mistrzowie Łotwy:
  - Wołodymyr Melnyk (1998, 1999, 2000, 2001), Ołeksandr Pindiejew (1995, 1996, 1997, 1998), Ihor Pokarynin (2006, 2007), Serhij Sernecki (2007)
- mistrzowie Maroka:
  - Ołeh Taran (1990)
- mistrzowie Mołdawii:
  - Jurij Bukel (2001), Ołeksandr Bokariew (2001, 2002), Ołeksandr Byczkow (2004, 2005), Ihor Charkowszczenko (2001, 2002), Rustam Cynia (2010), Jurij Fenin (1997), Rusłan Hiłaziew (1999, 2000), Ołeh Humeniuk (2003, 2004, 2005, 2006, 2007), Kostiantyn Kułyk (1998, 1999, 2000), Serhij Kuznecow (2004), Andrij Nesteruk (2002, 2003, 2004), Andrij Poroszyn (2001), Jewhen Szyman (2004, 2005), Andrij Tełesnenko (1998, 1999, 2000), Serhij Zhura (1998, 1999, 2000)
- mistrzowie Niemiec:
  - Wiktor Skrypnyk (2004), Anatolij Tymoszczuk (2010, 2013)
- mistrzowie Polski:
  - Andrij Mychalczuk (1996, 1997)
- mistrzowie Rosji:
  - Eduard Cychmejstruk (2001), Ołeksandr Horszkow (2007), Maksym Kałynyczenko (2000, 2001), Maksym Łewycki (2001), Dmytro Parfienow (1998, 1999, 2000, 2001), Serhij Pohodin (1993, 1994), Jarosław Rakicki (2019, 2020, 2021), Serhij Rebrow (2008), Bohdan Szerszun (2003, 2005), Anatolij Tymoszczuk (2007)
- mistrzowie Słowacji:
  - Rusłan Lubarski (1998)
- mistrzowie Szkocji:
  - Ołeh Kuzniecow (1992, 1993, 1994), Ołeksij Mychajłyczenko (1992, 1993, 1994), Marjan Szwed (2020)
- mistrzowie Szwecji:
  - Wadym Jewtuszenko (1992)
- mistrzowie Turcji:
  - Serhij Rebrow (2004)
- mistrzowie USA:
  - Dema Kovalenko (2004)
- mistrzowie Uzbekistanu:
  - Ołeksandr Pyszczur (2013)
- mistrzowie Węgier:
  - Ihor Charatin (2019, 2020, 2021), Danyło Ihnatenko (2020), Serhij Kuznecow (2003), Ołeh Mozhowy (2000), Iwan Petriak (2019), Ołeksandr Zubkow (2020, 2021)
- mistrzowie Włoch:
  - Ołeksij Mychajłyczenko (1991), Andrij Szewczenko (2004)[4]

Uwaga: Kursywą oznaczone piłkarze, którzy zmienili obywatelstwo ukraińskie na inne.

## Ukraińscy trenerzy – mistrzowie innych krajów
- mistrzowie Azerbejdżanu:
  - Wałentyn Chodukin (2008)
- mistrzowie Białorusi:
  - Roman Hryhorczuk (2020), Jurij Wernydub (2020)
- mistrzowie Bułgarii:
  - Wjaczesław Hrozny (1998)
- mistrzowie Grecji:
  - Ołeh Protasow (2003)
- mistrzowie Kambodży:
  - Ołeh Starynski (2021)
- mistrzowie Kazachstanu:
  - Roman Hryhorczuk (2018, 2019)
- mistrzowie Łotwy:
  - Roman Hryhorczuk (2006, 2007, 2008)
- mistrzowie Mołdawii:
  - Semen Altman (1998, 1999), Ołeksandr Hołokołosow (2002), Ihor Nakoneczny (2004), Ołeksandr Skrypnyk (2000), Jurij Wernydub (2021)
- mistrzowie Rosji:
  - Wjaczesław Hrozny – jako asystent (1994, 1996, 1999, 2000, 2001)
- mistrzowie Turkmenistanu:
  - Wiktor Pożeczewski (1998)
- mistrzowie Węgier:
  - Serhij Rebrow (2019, 2020, 2021)